# 约翰·贾内利
约翰·阿莱克·贾内利（英語：John Arec Gianelli，1950年6月10日—），美国NBA联盟前职业篮球运动员。他在1972年的NBA选秀中第2轮第20顺位被休斯顿火箭选中。